# Никитенко, Александр Григорьевич
Алекса́ндр Григо́рьевич Никите́нко (1930—1999) — советский и российский учёный, доктор технических наук, профессор, член-корреспондент Российской академии транспорта (1991), член Международной академии наук высшей школы (1994).

## Биография
Родился 4 сентября 1930 года на хуторе Солёная Балка Миллеровского района Ростовской области.
В Новочеркасске жил с 1946 года. Здесь окончил 3-ю среднюю школу, а в 1954 — энергетический факультет Новочеркасского политехнического института, где прошёл путь от лаборанта до заведующего кафедрой электрических, электронных и микропроцессорных аппаратов; был проректором по научной работе. Будучи членом КПСС, занимался партийной и общественной работой. Докторскую диссертацию на тему «Математическое моделирование и автоматизация проектирования электромагинтых аппаратов» защитил в 1987 году.
Профессор Никитенко — основатель научной школы по математическому моделированию и автоматизации проектирования электромагнитной аппаратуры. Основатель кафедры «Электрические и электронные аппараты», входящей в состав факультета «Электромеханики, мехатроники и технологических машин».
Умер 13 мая 1999 года в Новочеркасске, где и похоронен.
Сын А. Г. Никитенко — Юрий, окончил в 1978 году электромеханический факультет Новочеркасского политехнического института и тоже стал учёным. Пройдя стажировку в Германии, занимался разработкой устройств точного позиционирования на основе магнитного подвеса. Был награждён грамотой Министерства высшего образования Российской Федерации. Умер.

## Память

Мемориальные доски Каялову и Никитенко

На здании энергетического факультета ЮРГТУ (НПИ) имеется мемориальная доска: «Здесь с 1955 по 1999 гг. работал НИКИТЕНКО Александр Григорьевич, профессор, доктор технических наук, заслуженный деятель науки РФ, заведующий кафедрой „Электрические, электронные и микропроцессорные аппараты“ 1930−1999 гг.».

## Труды
А. Г. Никитенко — автор более 100 печатных работ, включая монографии.
Автор учебных пособий:
- «Проектирование оптимальных электромагнитных механизмов» (1974, Москва),
- «Моделирование и расчёт на ЭВМ электромагнитных механизмов» (1980, Новочеркасск),
- «Автоматизированное проектирование электрических аппаратов» (1983, Москва),
- «Система автоматизированного проектирования электромагнитных аппаратов» (1989, Новочеркасск).

Соавтор учебно-методических рособий:
- А. Н. Иванченко, А. Г. Никитенко, В. П. Гринченков «Программирование и применение ЭВМ в расчетах электрических аппаратов». Учебное пособие для вузов. Министерство общего и профессионального образования. М.: Высшая школа, 1990.
- А. Н. Иванченко, А. Г. Никитенко, И. И. Левченко, В. П. Гринченков, О. Ф. Ковалев «Информатика и компьютерное моделирование в электроаппаратостроении». Учебное пособие для вузов. М.: Высшая школа, 1999.

## Звания и награды
- Академик Международной академии наук высшей школы.
- Академик Российской Академии транспорта.
- Заслуженный деятель науки Российской Федерации.
- Был награждён орденом «Знак Почета» и медалями, в числе которых «За доблестный труд».[1]